# Cifrão

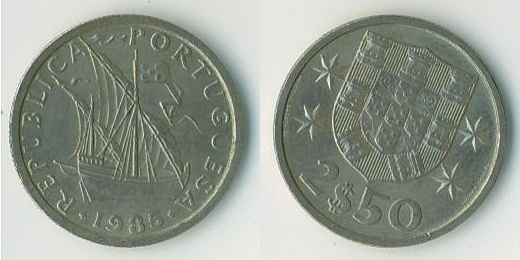
Obie strony portugalskiej monety 2,50 escudo z roku 1985; widoczny znak cifrão między cyframi 2 i 5

Cifrão (wym. siˈfɾɐ̃w̃ ( odsłuchaj)) – symbol waluty portugalskiej (escudo, ISO 4217 PTE) sprzed wprowadzenia euro, escudo Republiki Zielonego Przylądka (CVE) oraz escudo będącego do 1976 prawnym środkiem płatniczym w Timorze Portugalskim (TPE).
Znak podobny do symbolu dolara, tradycyjnie pisany z dwiema pionowymi kreskami {\displaystyle \mathrm {S} \!\!\!\Vert .} W standardzie Unicode brak jest rozróżnienia między tymi dwoma symbolami tj. oba mogą być drukowane z jedną lub dwiema pionowymi kreskami. Jest umieszczany po liczbie oznaczającej escudo, a przed centavo, np. {\displaystyle 2\mathrm {S} \!\!\!\Vert 50} (jak na monecie na ilustracji obok).
W systemie LaTeX znak {\displaystyle \mathrm {S} \!\!\!\Vert } można uzyskać używając pakietu textcomp przy pomocy polecenia \textdollaroldstyle.